# Art néolithique

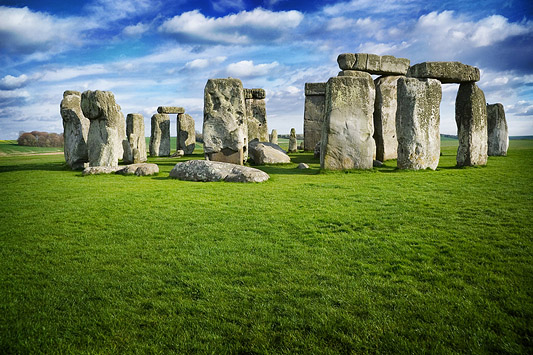
Stonehenge, site important d'art mégalithique, forme majeure d'art néolithique.

L'art néolithique est extrêmement diversifié dans ses expressions. Les préoccupations esthétiques au Néolithique s'expriment à travers la décoration des objets utilitaires (céramique, haches polies) mais aussi par la réalisation de sculptures, de parures et d'œuvres d'art rupestre et pariétal.
Il existe de grandes différences régionales. En Europe, l'art figuratif est souvent beaucoup plus schématique et moins réaliste que l'art animalier du Paléolithique. L'art néolithique du Sahara allie des représentations animales très réalistes et des figures anthropomorphes souvent schématiques.

## L’art néolithique européen

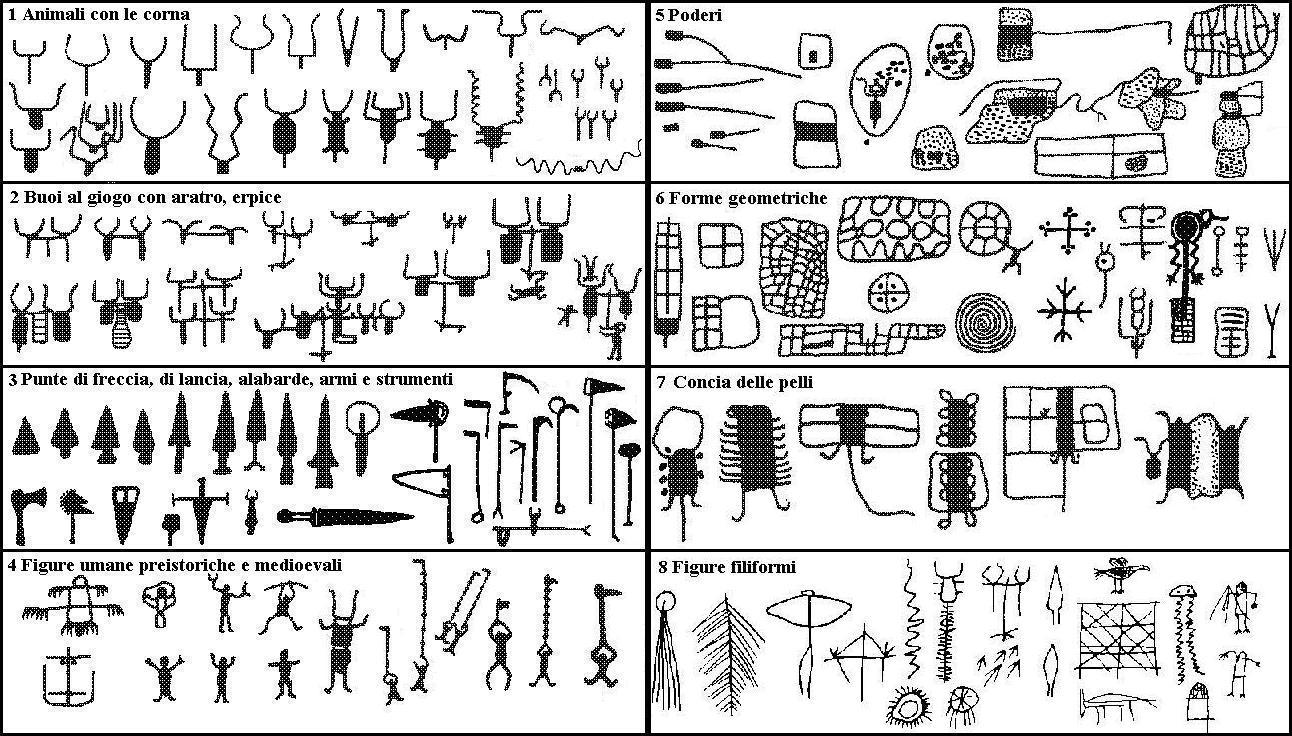
Répertoire iconographique du néolithique dans la vallée des Merveilles.

### L’art mobilier néolithique
Outre de nombreux éléments ornementaux et cérémonials, l’art mobilier néolithique comprend une large gamme de formes de poteries et autres objets quotidiens. La céramique présente d’innombrables variantes (en fonction de la morphologie et de la décoration imprimée, gravée ou peinte). On peut citer à titre d’exemple :
- la céramique imprimée du Cardial, propre des phases les plus anciennes du Néolithique méditerranéen et caractérisée par la décoration par impressions faites à l’aide de coquilles de mollusque ;
- la céramique linéaire, que l’on trouve au cœur du continent et dont la décoration est gravée avec des motifs géométriques sous forme de rubans aux courbures sinueuses.

Dans le sud-est de l'Europe, du fait de l’influence orientale, la céramique peinte prédomine.

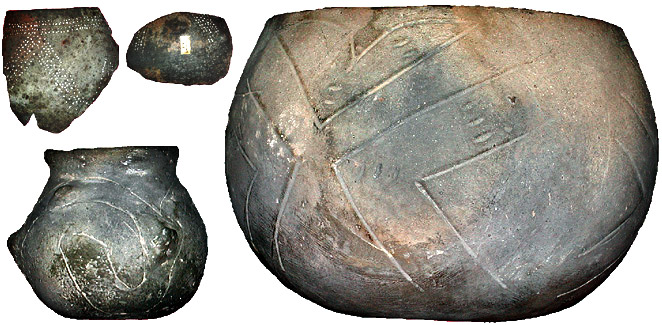
Céramique linéaire du Néolithique rubané
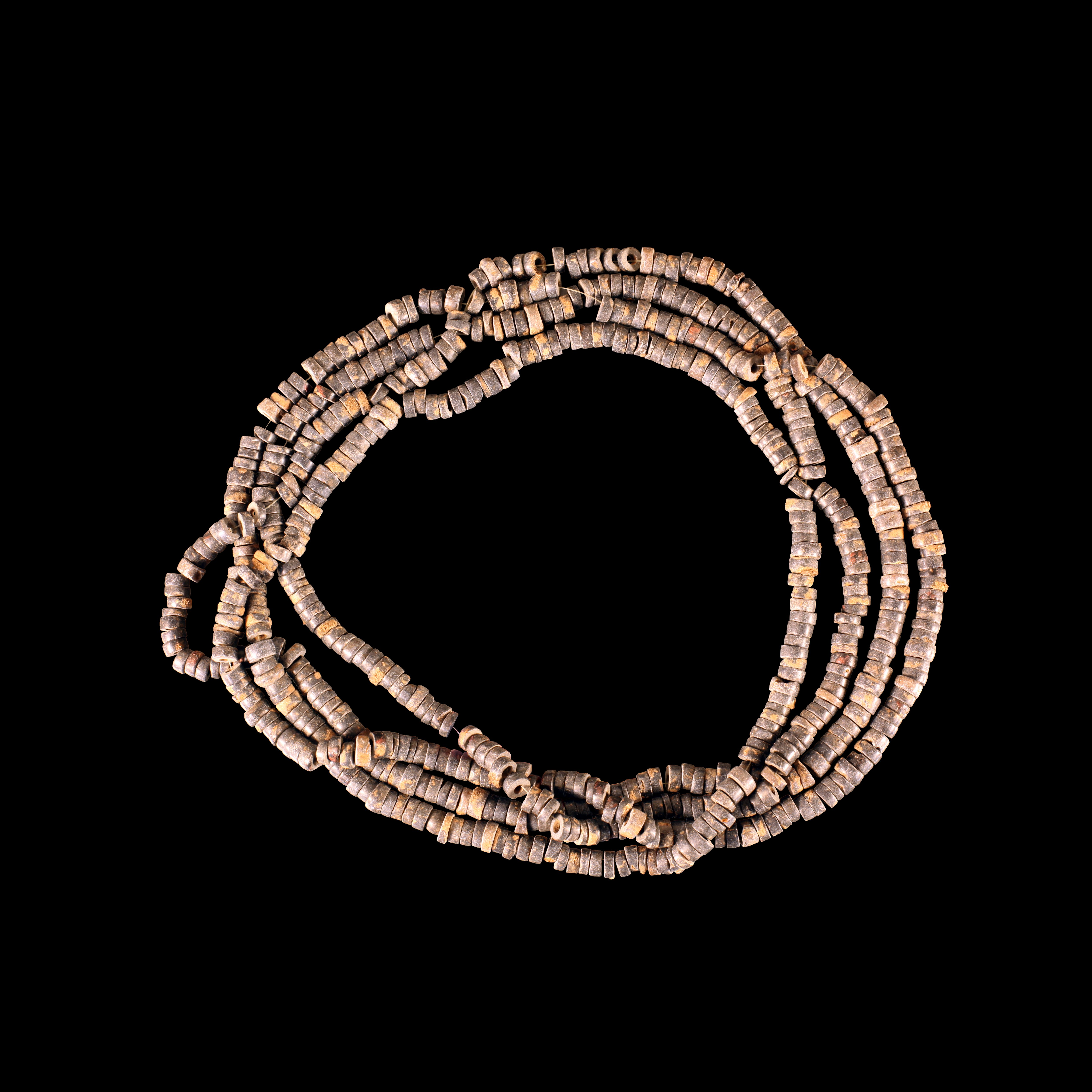
Collier néolithique de perles en stéatite

### La sculpture néolithique
La sculpture connaît un développement précoce et original : pratiquement dans toutes les cultures néolithiques d'Europe orientale apparaissent, dès les phases anciennes, des figurines féminines de terre cuite mais aussi de pierre, supposées représenter une hypothétique « Déesse Mère » symbolisant la fertilité. Quelques exemplaires remarquables ont été mis au jour à Khirokitia dans le Néolithique précéramique de Chypre, à Sesklo et Dímini, en Grèce, et surtout, dans les cultures de Vinča, Serbie et de Cucuteni ou Hamangia en Roumanie. À Lepenski Vir en Serbie, des sculptures de pierre grossièrement taillées représentent des personnages d'aspect si particulier qu'ils ont été interprétés comme des êtres hybrides mi-hommes, mi-poissons.

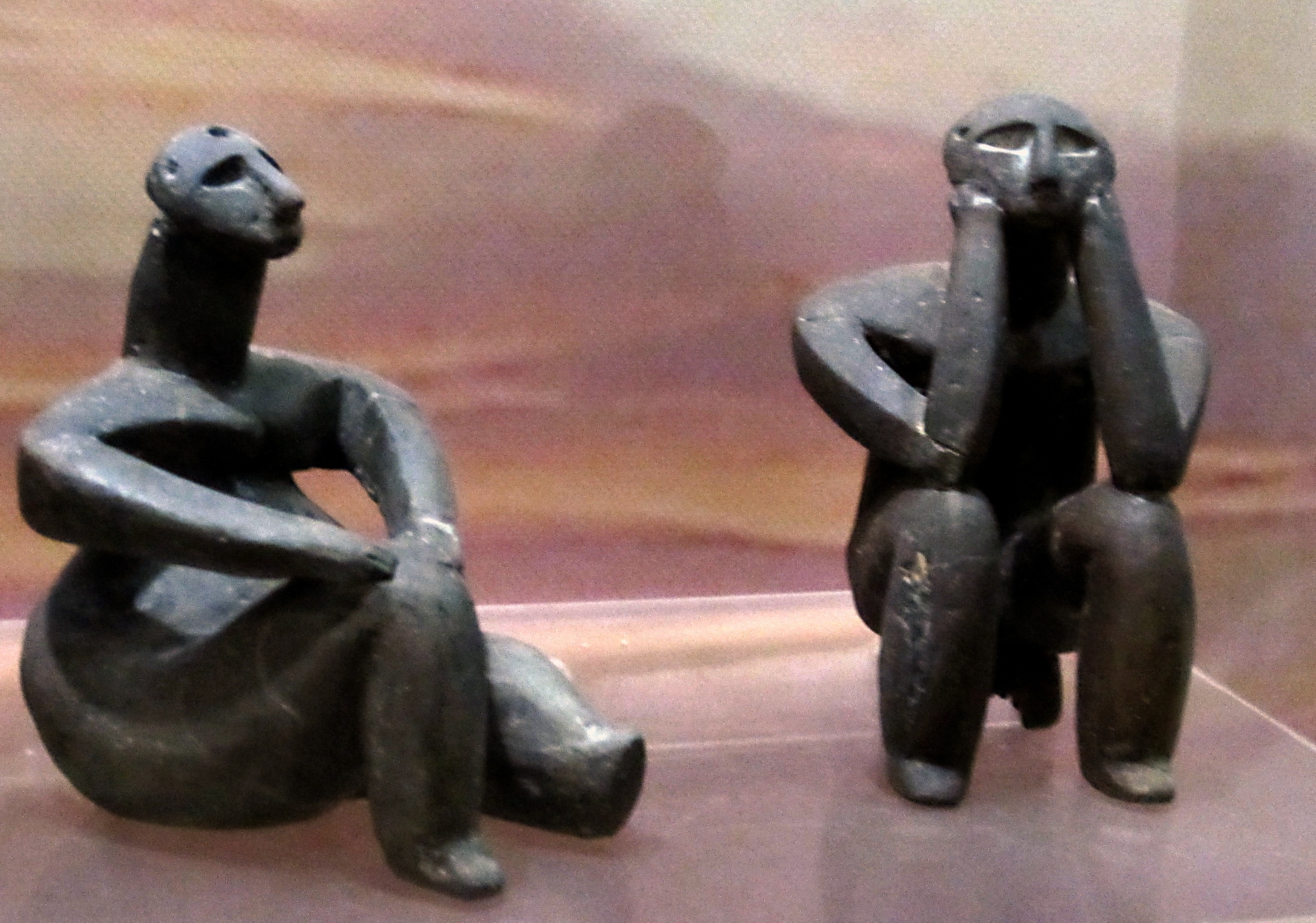
Les « penseurs » de Hamangia, Néolithique final de Roumanie
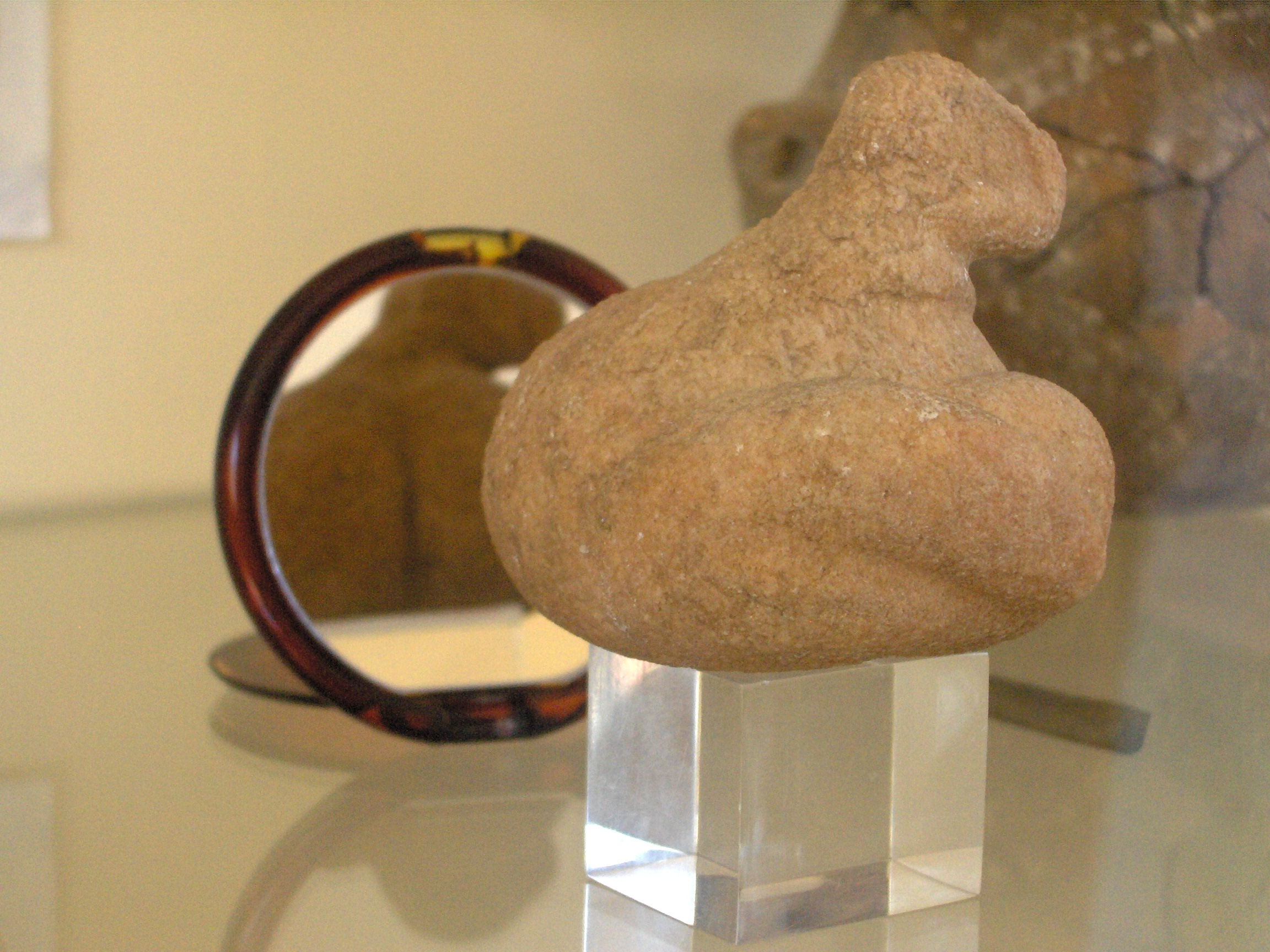
La « Vénus stéatopyge » de Saliagos, Ve millénaire av. J.-C.
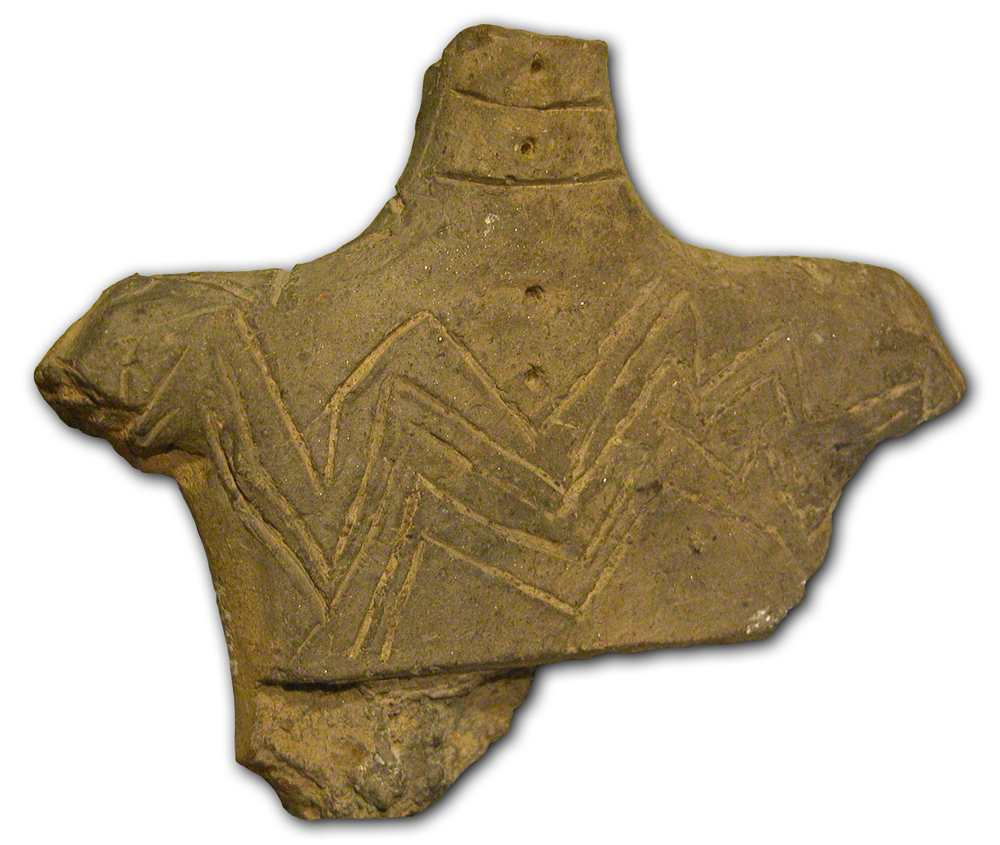
Figurine féminine du Néolithique des Balkans

Il existe également des parures, notamment des bracelets de schiste, des perles de collier en matériaux divers (pierre, os, coquille...), des pendentifs en os ou en canines animales, des figurines et des objets usuels décorés, presque toujours avec des motifs abstraits. À la fin du Néolithique apparaissent les premiers objets ornementaux en cuivre natif martelé.

### L’art du Levant espagnol
L'art du Levant espagnol était rattaché au Mésolithique jusqu’à une époque récente. Il est désormais attribué au Néolithique. Certaines représentations rupestres mettent en scène des animaux domestiques (à Cogull notamment) et certains objets figurés (faucilles) permettent de supposer que les peintures ont entre 8 000 et 5 000 ans.
Il s’agit de peintures murales qui apparaissent dans les falaises rocheuses et les abris-sous-roche peu profonds en montagne et dans les zones escarpées des provinces méditerranéennes espagnoles, depuis Lérida jusqu'en Andalousie ; les sites de Cogull, Alpera et Barranco de la Valltorta peuvent être mentionnés, parmi tant d'autres.
Aucun art mobilier ne semble associé à ces peintures rupestres, réalisées avec des pigments naturels broyés et dilués dans des matières grasses animales. La thématique principale est liée à l'être humain et ses activités quotidiennes (scènes montrant le bétail, chasse, danses rituelles) ou même des scènes de luttes violentes. Le style est très spontané et vivace : les personnages forment d'authentiques scènes dynamiques. Les personnages sont représentés par des silhouettes stylisées et monochromes (rouge ou noir), plates et sans modelé.

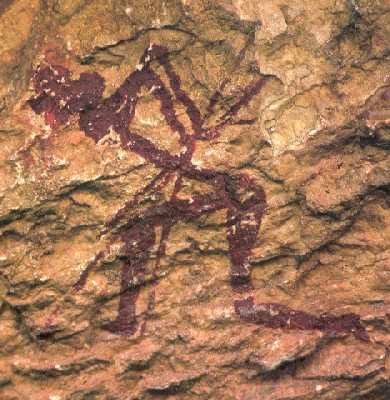
Archer levantin typique (Albocàsser, Province de Castellón)
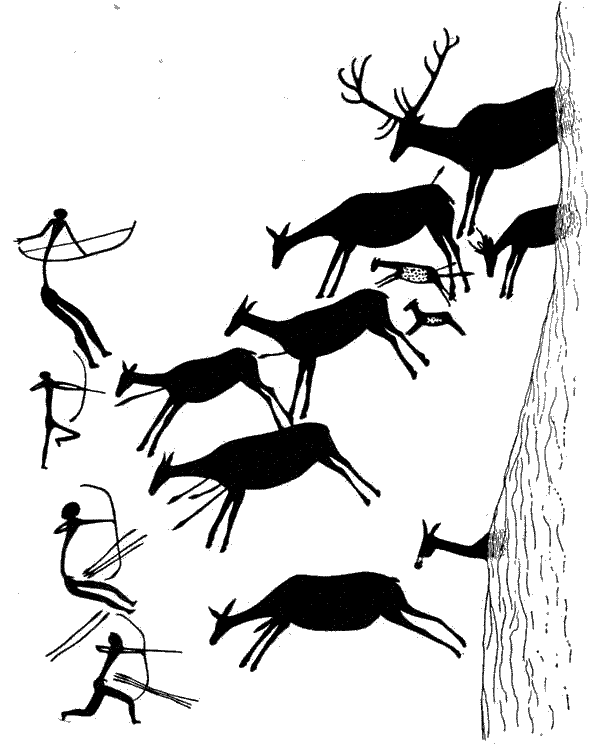
Scène de chasse du barranc de la Valltorta, Province de Castellón
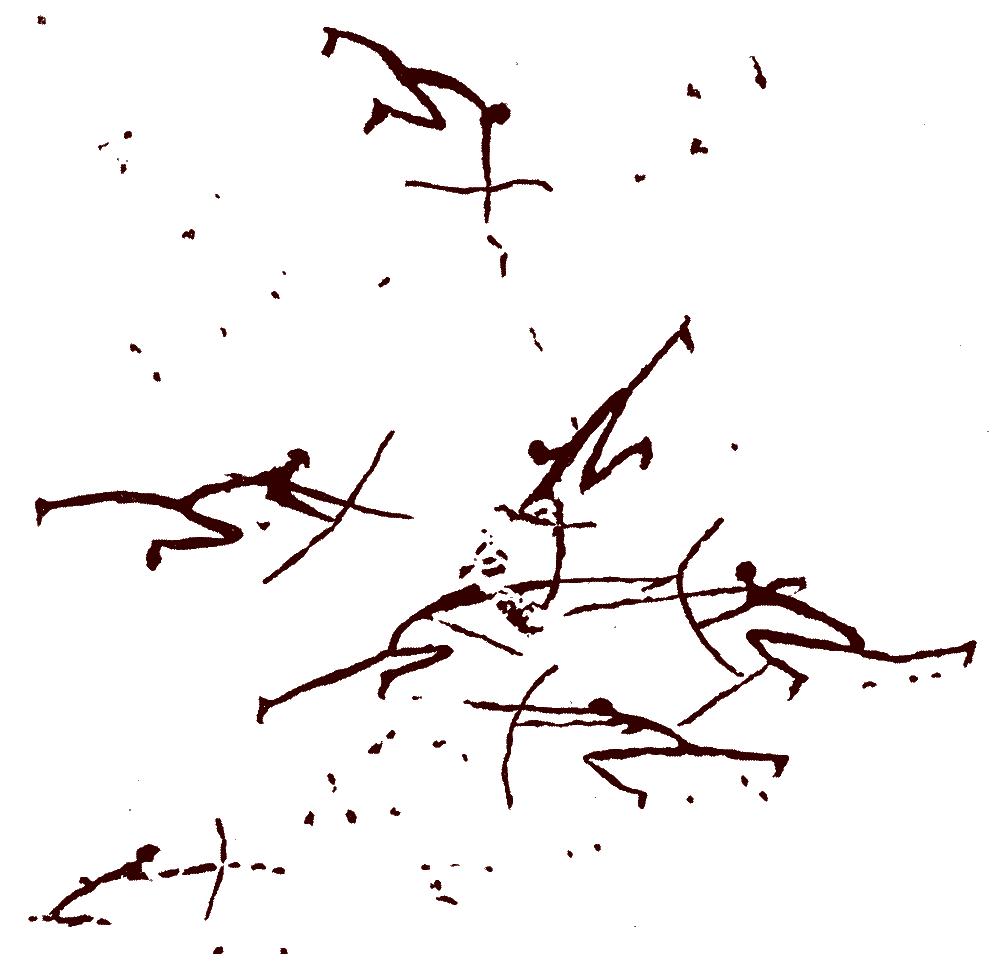
Combat d'archers dans un abri de Morella, Province de Castellón

### Les mégalithes
Le phénomène mégalithique pourrait être considéré comme la première manifestation architecturale monumentale en Europe. Sa naissance paraît avoir lieu à la fin du Ve millénaire av. J.-C. dans plusieurs foyers simultanés le long de la façade atlantique, depuis Huelva (en Espagne), jusqu'aux Shetland et au Jutland. Chronologiquement, le mégalithisme perdure bien au-delà de la phase néolithique, pendant l'âge du bronze, notamment dans le nord. Il s’accompagne alors d’une évolution des procédés de construction.
Un mégalithe peut être défini comme une construction en pierres de grandes dimensions (megas : géant et lithos : pierre). Si la typologie se diversifie au cours des périodes postérieures, au Néolithique il existe essentiellement quatre types de monuments mégalithiques : 
- le menhir, qui consiste en une grande pierre brute dressée à la verticale, isolée ;
- l'alignement, qui correspond à  une association de plusieurs menhir en lignes ;
- le cromlech, qui correspond à  une association de plusieurs menhir en cercles ; ces cercles de pierre connaissent un développement important durant les Âges des métaux dans les îles Britanniques, où ils reçoivent le nom de henges" ;
- le dolmen, tombe mégalithique collective composée d'au moins une chambre funéraire couverte à l’origine par un tumulus, qui a le plus souvent disparu depuis. Ce schéma est le plus commun, mais il existe de nombreuses variantes plus complexes ou plus simples. La chambre funéraire abritait généralement les restes de nombreux cadavres avec leur mobilier funéraire.

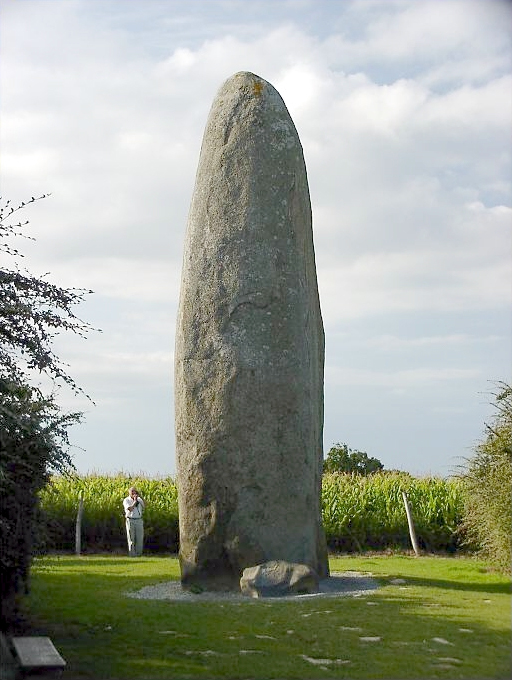
Menhir
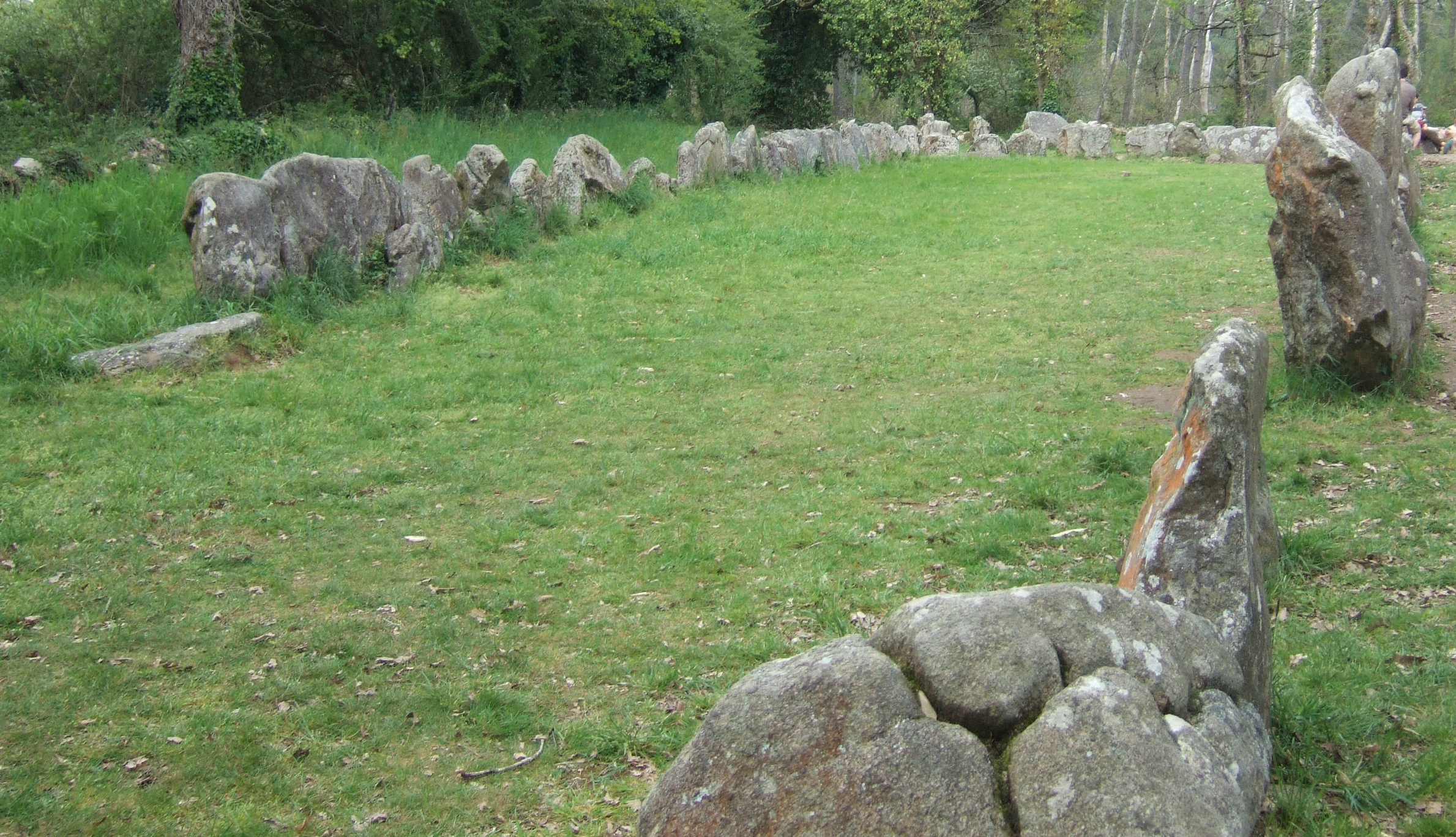
Alignement
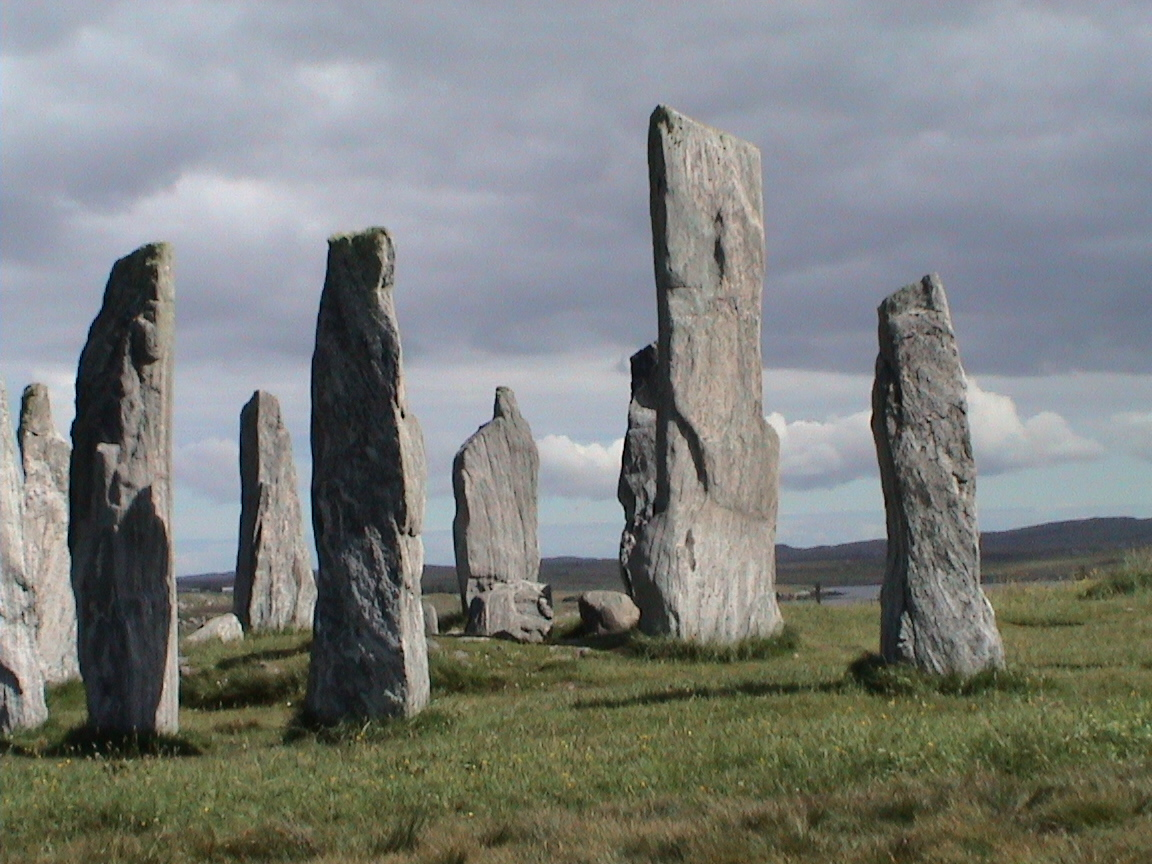
Cromlech
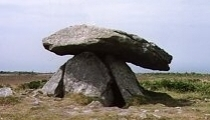
Dolmen

La décoration des mégalithes est généralement abstraite même si certains présentent aussi des sujets figurés schématiques. Trois régions principales ont livré des dolmens décorés : la Bretagne (dolmens de Barnenez et Jaillisse Kerionez par exemple), l'Irlande (Newgrange ou Loughcrew, entre autres) et le Nord-Ouest de la péninsule Ibérique (Antelas et Padrão au Portugal, Granja de Tiñinuelo et El Soto en Espagne).
Les premières phases décoratives sont généralement abstraites (formes curvilignes et géométriques, cupules), gravées ou peintes. Avec le temps apparaissent des formes schématiques identifiables (armes, anthropomorphes, zoomorphes...). Ces décorations paraissent être néolithiques même si, dans certaines représentations, il est possible de reconnaître des objets métalliques impliquant une longue survivance chronologique.

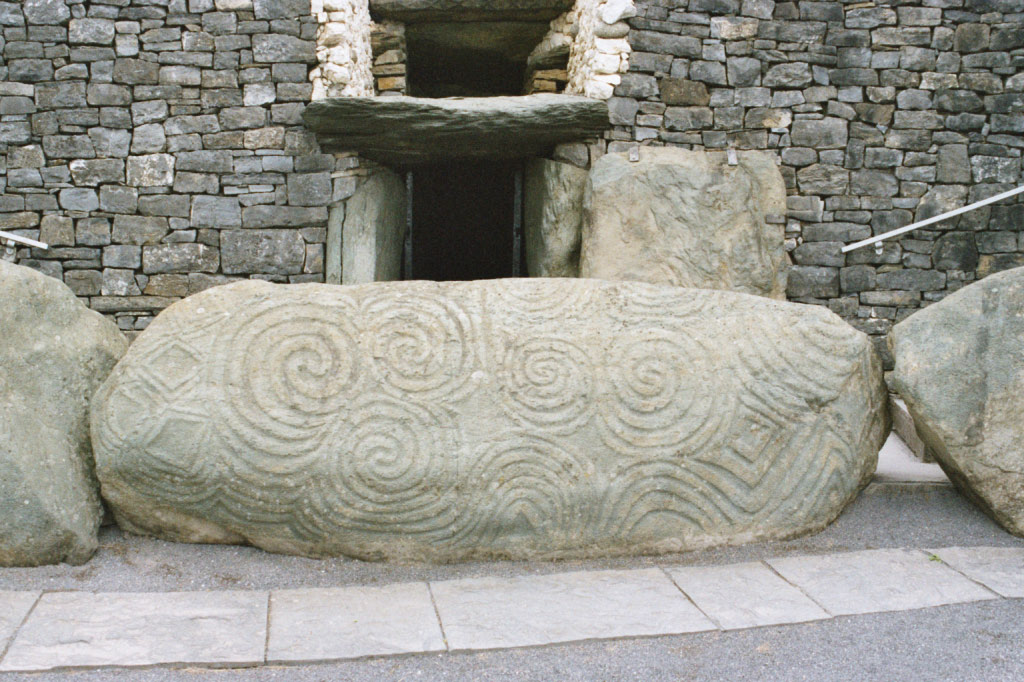
Décoration en spirales de l’entrée de Newgrange (Irlande)

Les pétroglyphes atlantiques sont associés aux monuments mégalithiques, dans les zones rocheuses de la façade atlantique, depuis l'embouchure du Tage, au Portugal, jusqu'aux Orcades au Royaume-Uni en passant par la Galice, la France et l'Irlande.
Leur thématique paraît proche : motifs curvilignes, méandres, cupules, spirales, labyrinthes, carrés... Les représentations anthropomorphes ou zoomorphes sont rares. L’apogée de cet art correspond toutefois au IIe millénaire av. J.-C., c'est-à-dire l’âge du bronze. Il n'est pas rare que ce type de manifestations survive durant des phases plus tardives, comme il advient avec les henges britanniques. Cette décoration doit avoir une valeur fortement symbolique et doit représenter des concepts dont le contenu nous s'échappe.
|  |  |  |

## L'art néolithique du Sahara

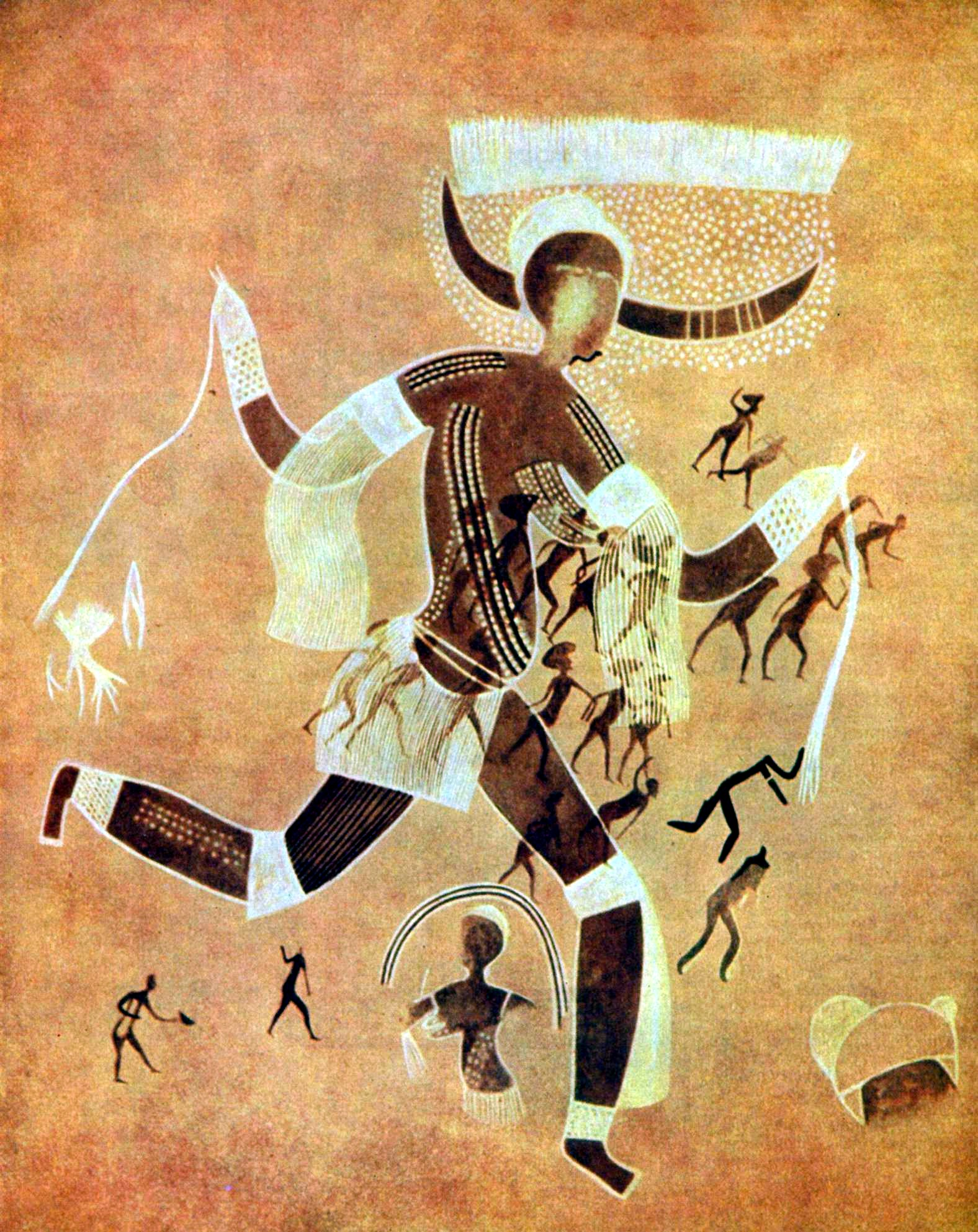

On trouve au Sahara: 
- Des peintures rupestres[2]des gravures, ainsi que des objets (outils de chasse, meules, outils de travail: silex taillés ou polis, grattoirs, racloirs, couteaux, perçoirs) témoignent d'une activité humaine au néolithique, telle que la céramique, la taille du silex, la chasse, l'agriculture (troupeaux). Une hypothèse récente de Giorgio Samorini est que les peintres aient usé de champignons hallucinogènes pour exécuter leurs peintures sur lesquelles sont représentés ces champignons :« Sur les peintures est possible visualiser au moins deux espèces, l’une de petite taille, souvent dotée d’une «papille» au but supérieur, caractérisant la plupart des Psilocybe hallucinogènes actuellement connues; et un autre avec dimensions plus grandes (type Boletus ou Amanita). »[3]. Pour Henri Lhote, il est  certain que ces grottes étaient aussi des sanctuaires.

- Les  bétyles : On trouve surtout des bétyles[4] à Tan Khadija (Tassili Azguer) : ce sont aussi des pierres dressées, de petite taille. Certains furent découverts par Henri Lhote (1969)[5]. Ces bétyles (edbaden)  seraient recouverts de tissus par les touaregs et les maquillaient comme des idoles, parfois à tête de chouette et marquent l'emplacement d'une sépulture (adebni  ou edebni  René Basset) et incarneraient des hommes et des femmes pétrifiés par les divinités[6]. L'un[7], signalé en 1987 pour la première fois, fait 65 cm de hauteur : il est gravé, et se trouve à Tarahamt, Tassili de Immidir, entre Tamanrasset et In-Salah, dans le  Parc National du Hoggar : il représente une silhouette d'homme debout, les deux bras en l'air, légèrement pliés.

- On a aussi retrouvé quelques-unes des statuettes (Tisnar, Anou-Oua-Lelioua, statuettes en ronde bosse et en roche dure (basalte, diorite, dolérite, aplite)[8] de l'erg d'Admer, site objet de fouilles clandestines), généralement zoomorphes : béliers, lièvres, antilopes, gazelle ou parfois anthropomorphes, conservées au musée national du Bardo ou au Musée de l'Homme[9].

### L'art rupestre
Plus  de 1500 peintures  et gravures rupestres datées depuis 6000 ans avant notre ère jusqu'aux premiers siècles illustrent la faune du Sahara et la vie de hommes.
Ces fresques sont souvent associées à des inscriptions en tifinagh dites « inscriptions lybico-berbères ». En France l'Association des Amis de l'art rupestre saharien ou AARS, a été créée  en 1991 : Elle  publie  chaque année une lettre et un bulletin.

#### Chronologie
Au XIXe siècle Heinrich Barth (1850, Libye) et Henri Duveyrier (Algérie), Erwin de Bary et Fernand Foureau font les premières découvertes de l'art rupestre saharien. Le Capitaine Cortier en 1909, puis  le géologue Conrad Kilian, ensuite le lieutenant Charles Brenans, remarquent de nombreuses peintures dans les oued Djerat et Amazar. Théodore Monod contribue à faire connaître le Sahara. Les premières cartes de sites archéologiques rupestre sont  alors dessinées. Yolande Tschudi, ethnologue suisse, découvre en 1950 les sites du Tassili nord et sud. Henri Lhote, s'appuyant sur les notes de Brenans, organise une expédition en 1956, poursuit ses recherches plusieurs années, en lien avec le Musée de l'Homme et l'Abbé Breuil, qui aboutissent en 1974 à la création d'un Parc national archéologique en Algérie qui fut notamment dirigé par Malika Hachid chargée de la conservation de ce patrimoine, auteur d'ouvrages sur le Sahara et l'art néolithique  comme Les pierres écrites de l'Atlas saharien,,.
Le sub-continent Nord-Africain et Saharien est loin d’avoir livré la totalité de ses richesses en art rupestre.

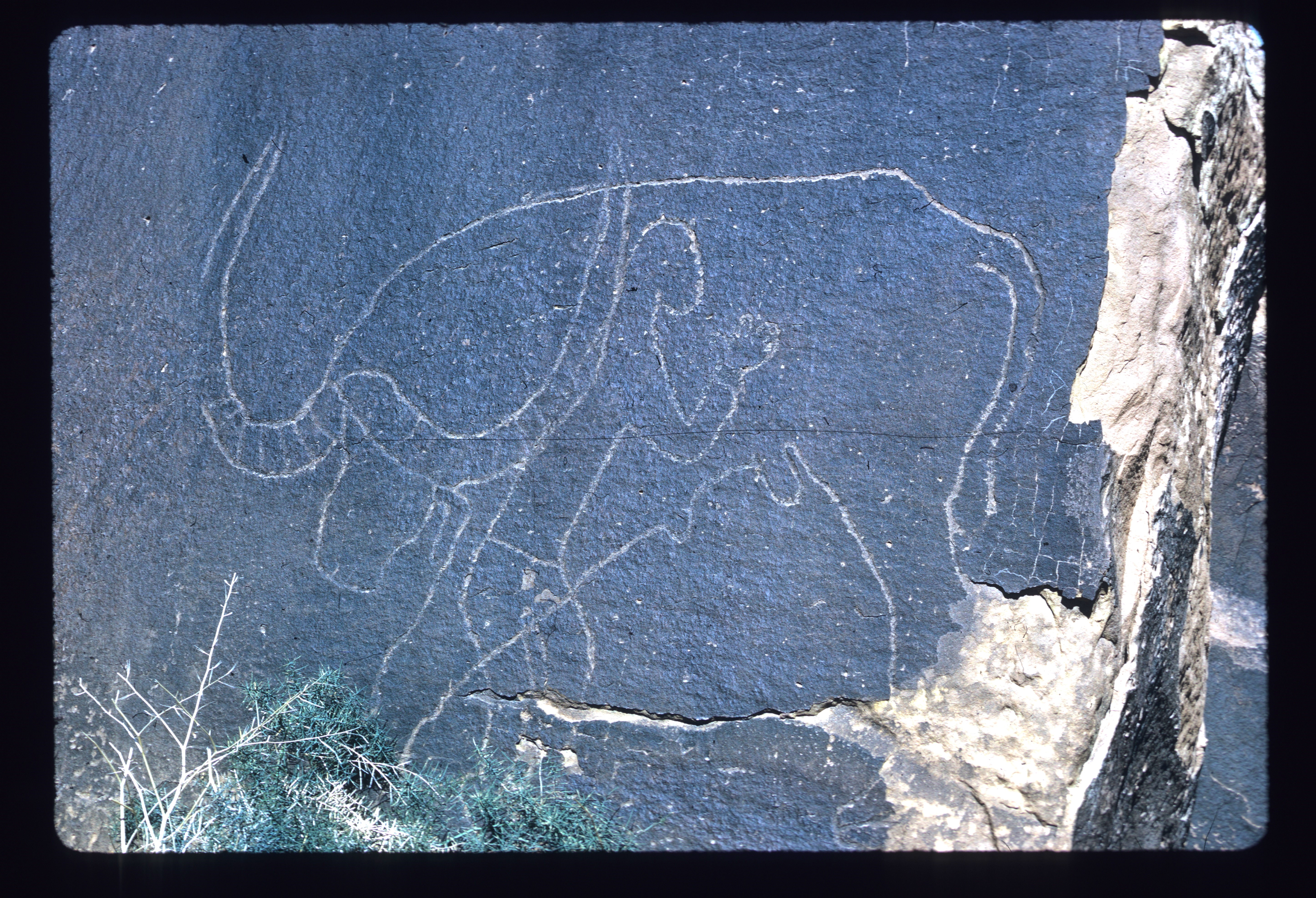
Gravure rupestre du Sud-oranais, R'cheg Dirhem, Algérie

##### Principaux sites de peintures et gravures rupestres
- Algérie[18] Plateau du Medrak, Tadrart, Tassili des Ajjer: Tin Hanakaten[19], Assali-n-Trakfine[20] peintures rupestres d'Eheren et Tahilahi au plateau de Tadjelaine, (école  dite « Eheren-Tahilahi »), Sefar, Tamrit, Jabbaren, Tin Abanhar, Timedassaousset, Tan Toudouft, Tan Barsola en tout une cinquantaine de sites néolithques (voir carte[21]) (à compléter). Assali-n-Trakfine[22]

- Libye [23]: Oued Aramat, Messak[24], Akakus: Teleyen, Tadrart Acacus.
- Égypte: Peintures rupestres de la Grotte des Bêtes.
- Niger :   Massif de l'Aïr.
- Tchad :   Telimorou (Fada, Ennedi).

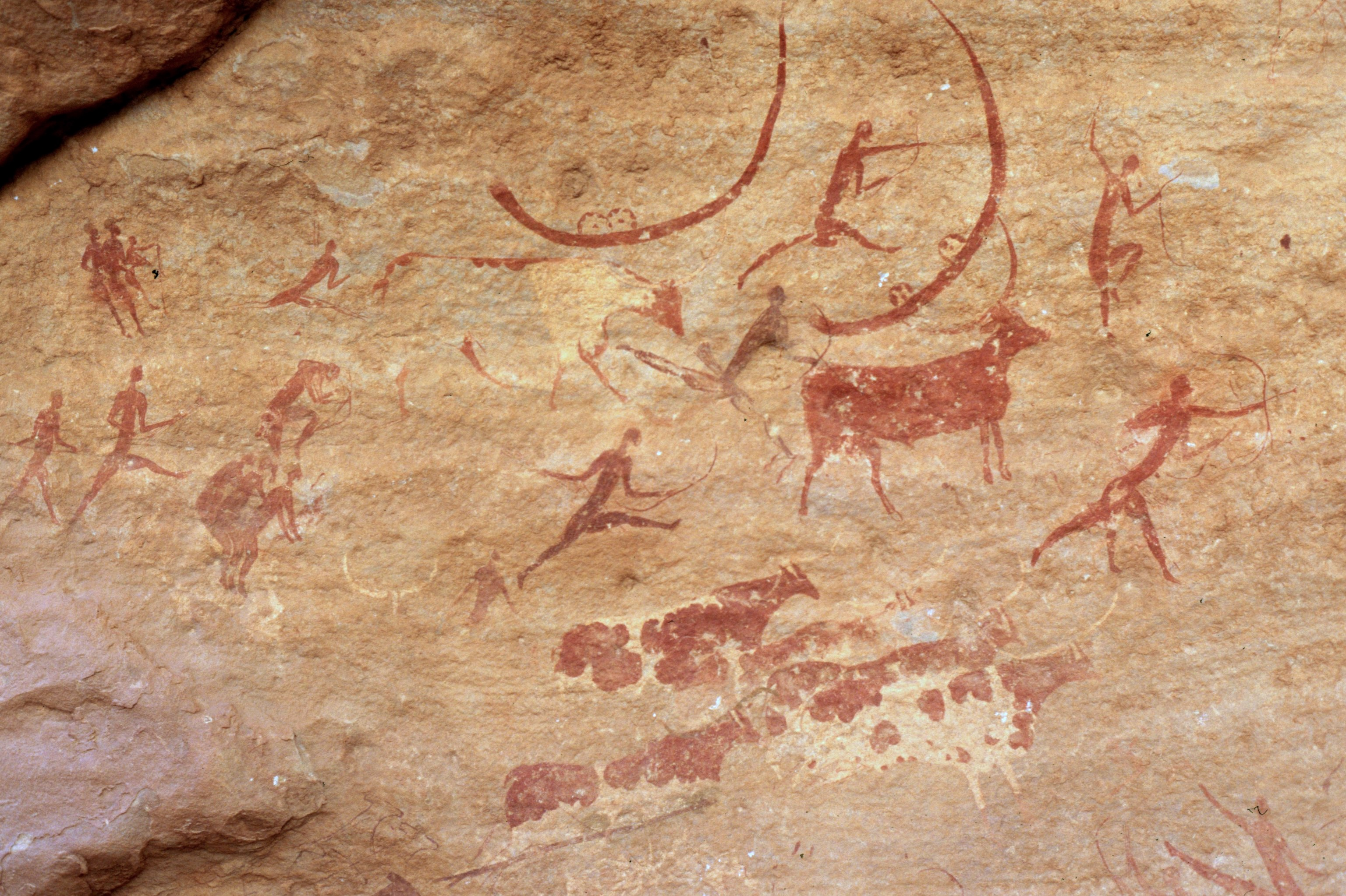
Jabbaren, Algérie

##### Datation des fresques
,
- La « période bubaline » (gravures de faune sauvage) et la période des têtes rondes de 6500 ans av. J.-C. à 4000 ans av. J.-C.
- La « période bovidienne » ou  bovidien (scènes pastorales) de 4000 ans av. J.-C. à 1500 av. J.-C.[27]
  - Groupe Sefrar-Ozonéraé:  personnages négroïdes, scènes pastorales, ton ocre
  - Groupe Abaniora:  personnages europaoïdes, ou noirs non négroïdes  scènes pastorales et scènes de guerre, armes, détails internes, ton plats
  - Groupe Iheren-Tahilahi: personnages europaoïdes uniquement, bœufs, chèvres et moutons, vêtements[28]

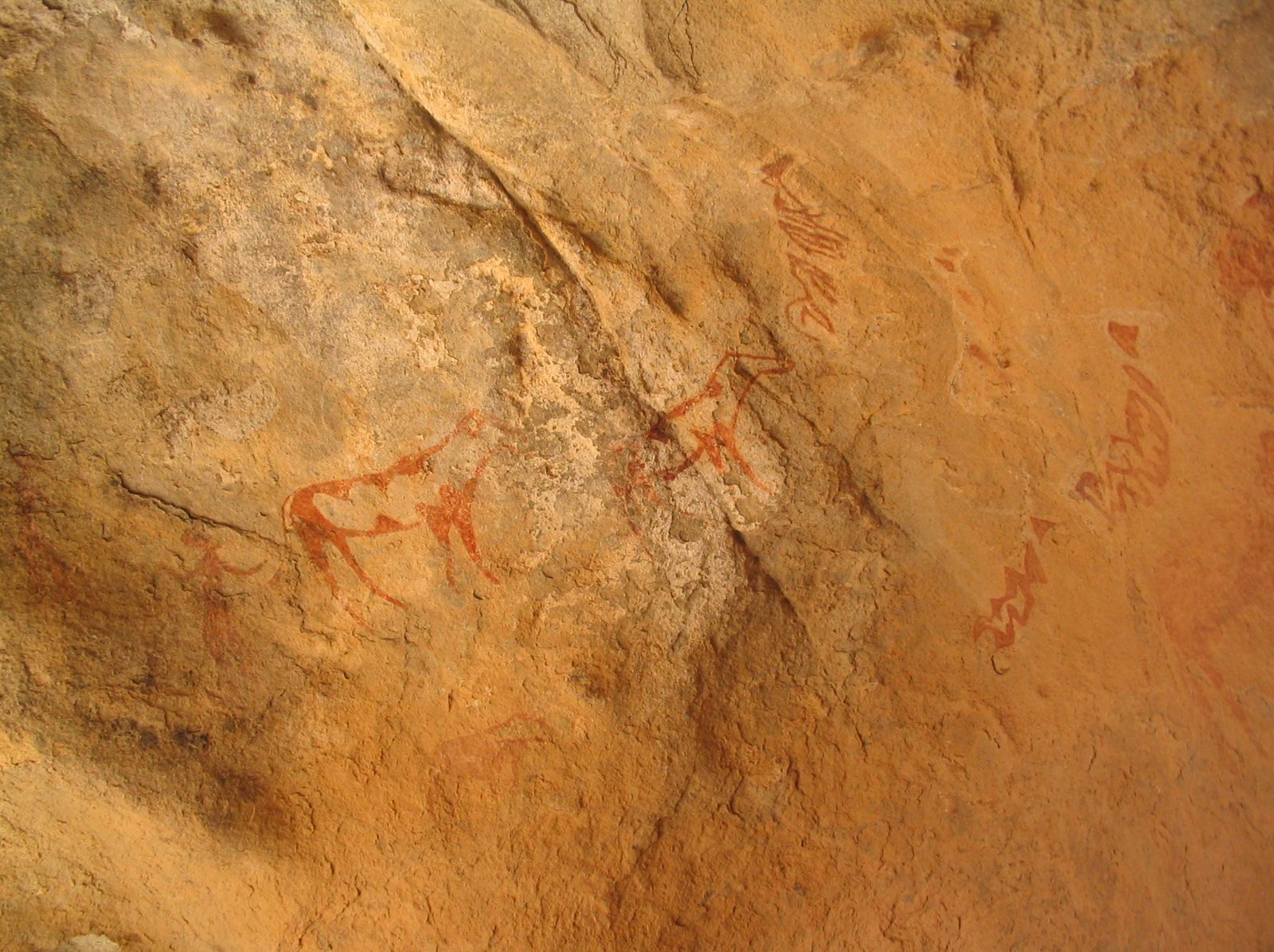
Peinture rupestre dans l'Amazerog, Hoggar, animaux d'élevage
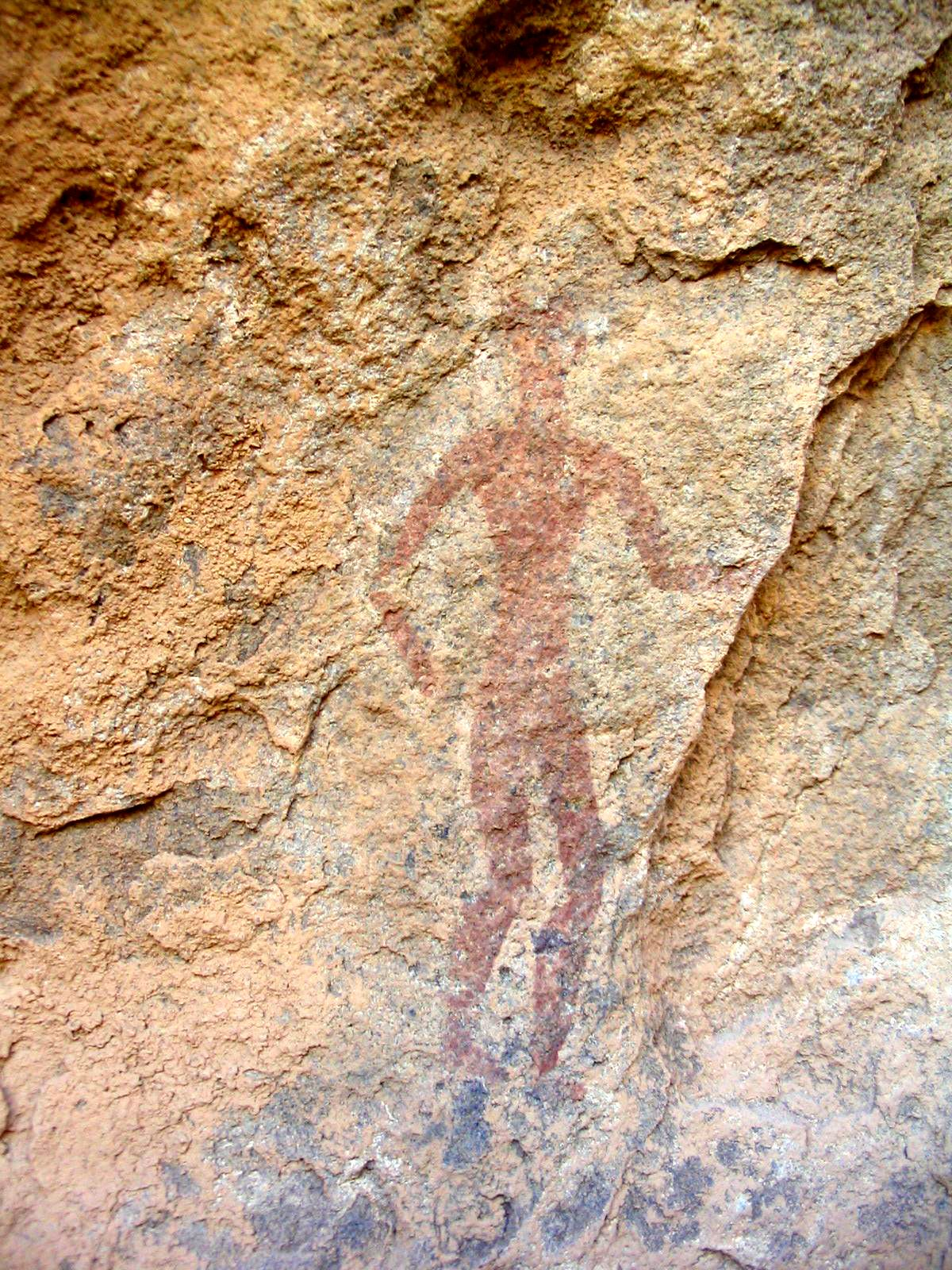
Peinture rupestre dans l'Amazerog, Hoggar, représentant un homme
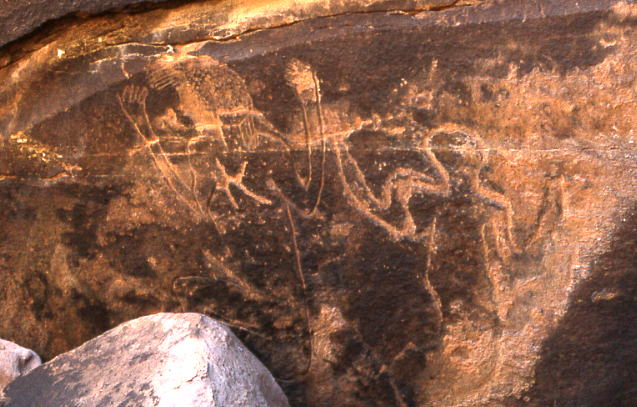
Gravure rupestre de la région d'El Bayadh, R'cheg Dirhem, Algérie
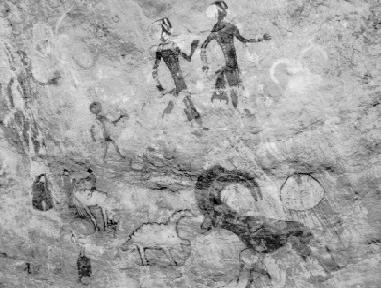
Peinture néolithique, Tassili-N'-Ajjer (Plateau  de Chasms)
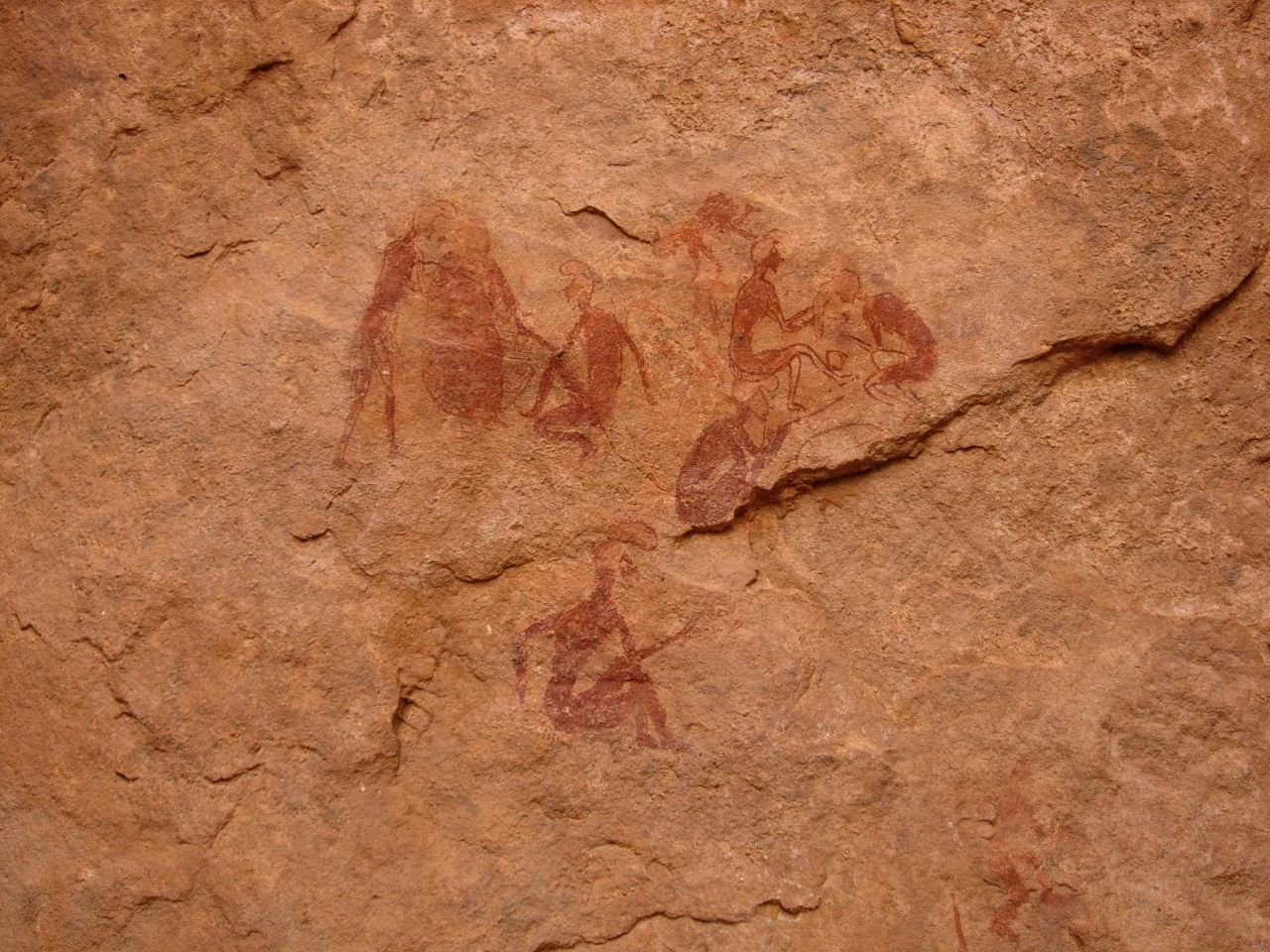
Tadrart Acacus,Libye
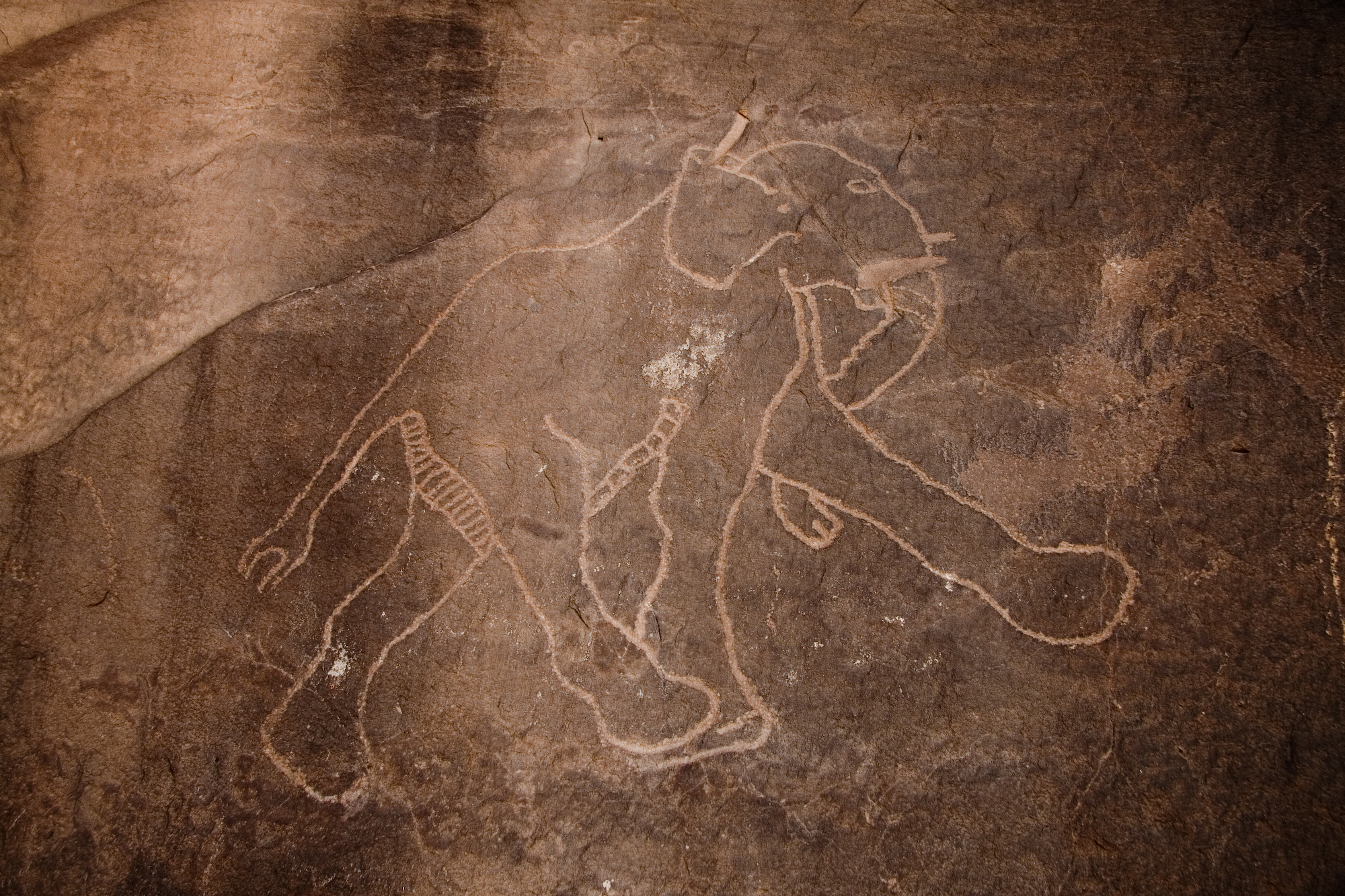
Tadrart Acacus, Pétroglyphes
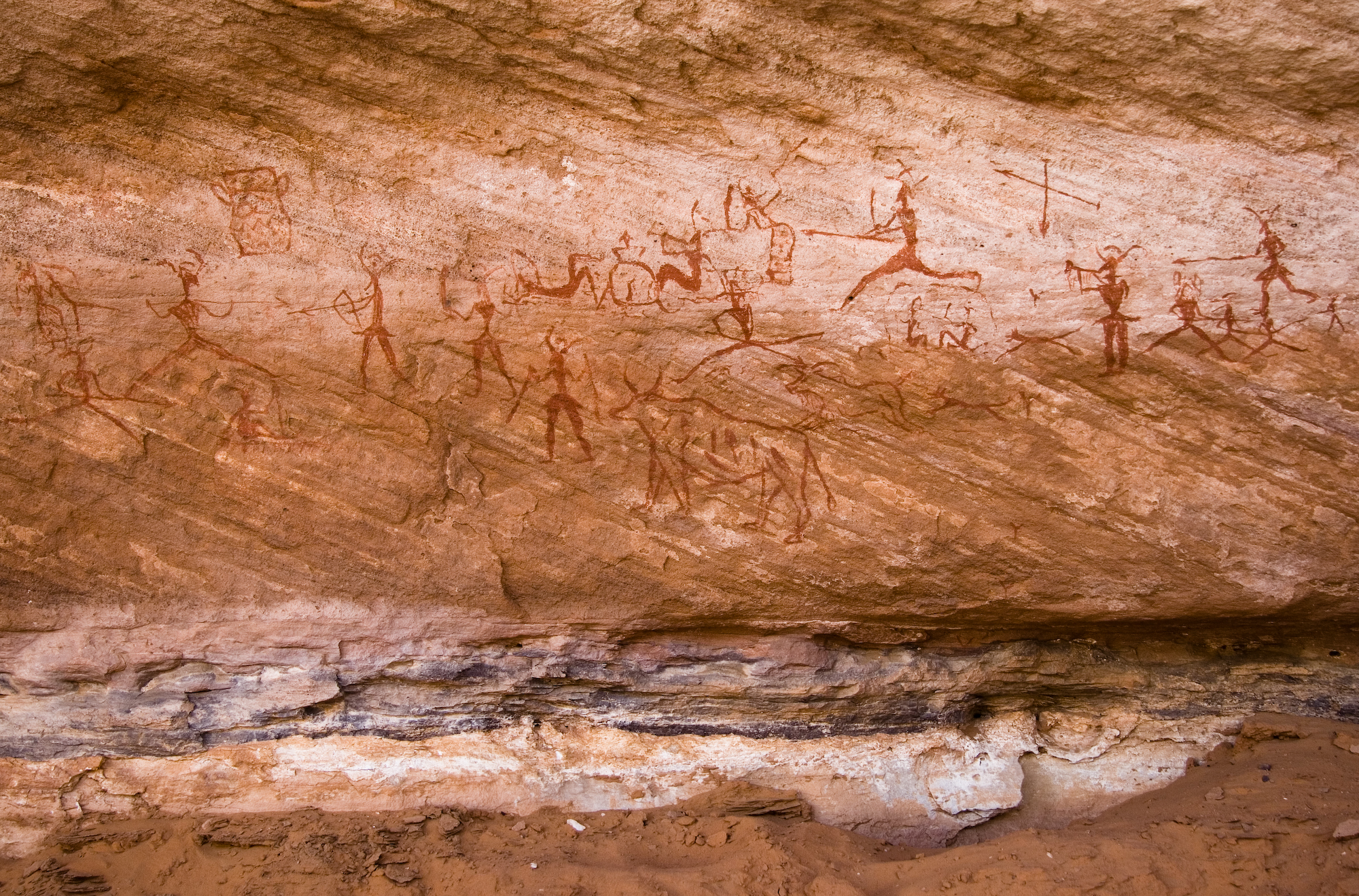
Tadrart Acacus
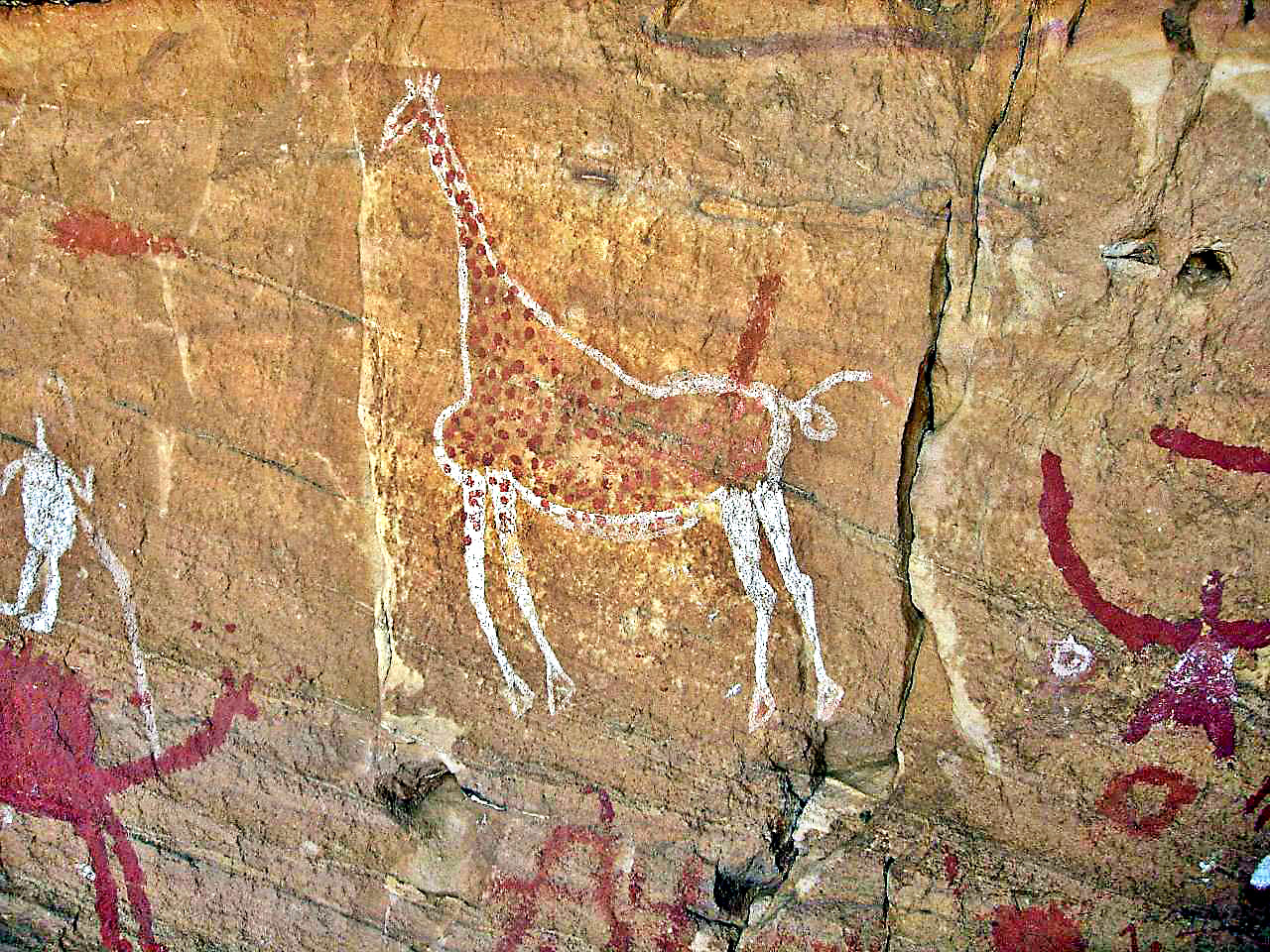
Tadrart Acacus,Libye
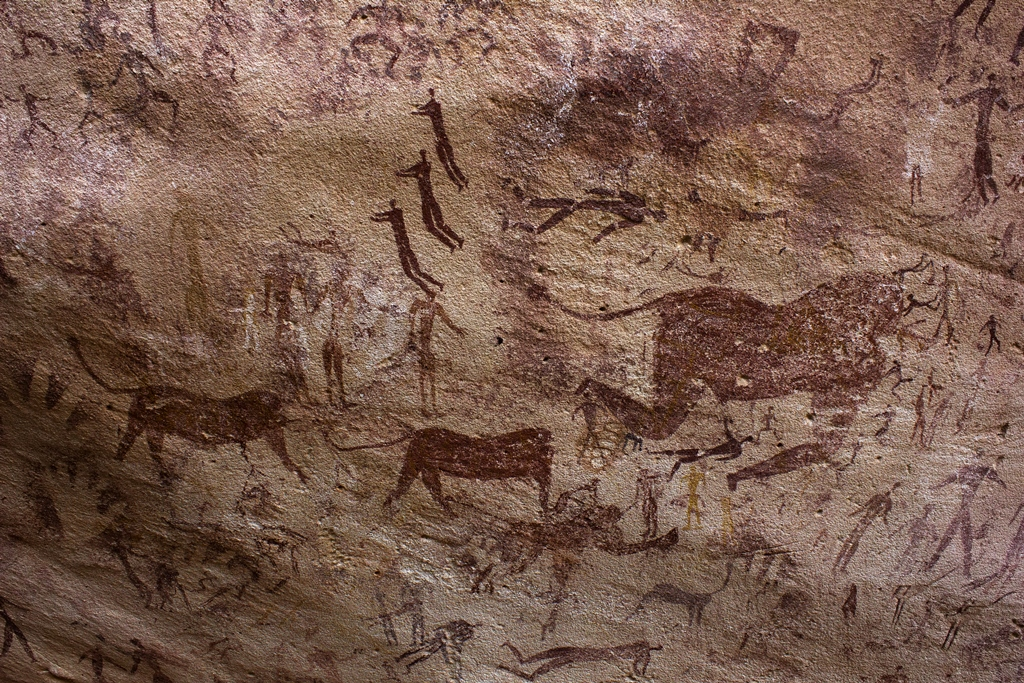
Grotte des Bêtes,Égypte